# Entedon axia
Entedon axia är en stekelart som beskrevs av Walker 1848. Entedon axia ingår i släktet Entedon och familjen finglanssteklar. Inga underarter finns listade i Catalogue of Life.